# Nell'occhio della volpe
Nell'occhio della volpe (La verdad sobre el caso Savolta) è un film del 1979 diretto da Antonio Drove.
La pellicola ha per protagonisti José Luis López Vázquez e Charles Denner.

## Trama
Nel 1917, mentre imperversa la Grande Guerra ed i bolscevichi prendono il potere in Russia, a Barcellona gli operai socialisti ed anarchici della fabbrica di armi del ricco industriale Savolta decidono di scioperare. Il direttore dello stabilimento uccide uno dei manifestanti, esacerbando fatalmente lo scontro tra padroni e salariati. Il giornalista Domingues Pajarito De Soto approfitta delle tensioni per denunciare Savolta ed i suoi, pubblicando sulle pagine del suo giornale La voz de la Justicia un articolo in cui rivela che le armi dello stabilimento vengono vendute ai tedeschi.

## Personaggi
- Enrique Savolta: è il padrone della fabbrica. Approfitta del suo potere assoluto senza scrupoli, sporcandosi spesso le mani.
- Nicolas Claudedeu: (il cui cognome in catalano significa "chiave" o "mano" di Dio), è chiamato "l'uomo della mano di ferro", è crudele con gli operai, duro e conservatore. Nel film, ha davvero una mano metallica.
- Nicolás Claudedeu: è l'avvocato della compagnia Savolta. Conosce molto bene tutti i retroscena dell'omicidio di Savolta.
- Pere Parells: socio e consigliere di Savolta, è un uomo intelligente che si presume essere ateo ma che segue ferventemente i riti religiosi in pubblico.
- Javier Miranda: è un giovane che arriva a Barcellona da Valladolid in cerca di fortuna. Si avvicina a Lepprince, che lo usa per i suoi scopi. Ha un carattere picaresco, diffidente, infido, ingannevole e vendicativo e sembra voler raggiungere i suoi obiettivi ad ogni costo. Si definisce "naufrago" in un mondo volgare, da qui la sua solitudine e il suo senso di frustrazione.
- Lepprince: è un altro personaggio picaresco senza scrupoli. È di origine francese ma la madre è spagnola. Elegante e gioviale, come Miranda arriva a Barcellona con lo scopo di fare fortuna. Tende a manipolare chiunque lo circondi.
- Alejandro Vázquez Ríos: è il commissario responsabile del caso Savolta. Ha un ruolo molto più rilevante nel romanzo che nel film.
- Domingo Pajarito de Soto: è un utopista ed ha un carattere quasi quijotesco. Denuncia le misere condizioni degli operai nel pamphlet La Voz de la Justicia.

## Produzione
Il film è basato sull'omonimo romanzo del 1975 di Eduardo Mendoza. Il romanzo è stato ritenuto come il capostipite della narrativa spagnola contemporanea e tratta temi politici e sociali ambientati lontano nel tempo (la prima guerra mondiale) con uno stile narrativo innovativo per l'epoca.
La produzione del film fu lacerata da una serie di problemi che culminarono con lo sciopero delle maestranze cui prese parte lo stesso regista. La produzione pensò anche di sostituire Drove a riprese ormai cominciate. Le maggiori difficoltà furono soprattutto date dalla scarsa organizzazione di una produzione cinematografica, quella spagnola, ancora troppo primitiva e fortemente influenzata dagli eventi politici dell'epoca, ancora in piena transizione verso la democrazia. Il film rappresenta la prima vera e propria pellicola spagnola che affronta temi politici marxisti, quali la lotta di classe, anche se Drove non sembra prendere posizione in maniera netta rispetto agli eventi raccontati.

### Regia
Il film fa un largo uso di primi piani, piani medi e piani americani soprattutto per sottolineare il sentire emotivo dei personaggi. Il film è inframezzato da parti documentarie d'epoca, prive di dialoghi, che mostrano scene della rivoluzione bolscevica e della prima guerra mondiale. Il contrasto tra le scene di repertorio, che si svolgono all'aperto, e le vicende narrate, quasi tutte girate in ambienti chiusi, mette in sintonia due tempi di ripresa e due tipologie di spazio differenti, dando luogo ad un'unica narrazione complessiva che dà spessore storico all'elemento romanzato. Drove ha giocato molto sui doppi piani narrativi e ciascun personaggio incarna in sé la classe sociale di riferimento, trascendendo il piano emotivo con la dimensione socio-politica e culturale, inscenando così una vera e propria lotta di classe.

### Fotografia
La fotografia di Gilberto Azevedo e Gábor Pogány è scura e adombrata. Si è cercato così di rendere "l'oscurantismo" che imperversa durante la guerra, per quanto la Spagna non sia direttamente coinvolta nel conflitto mondiale.

## Distribuzione
Il film è stato distribuito in Francia e in Italia nel 1980. In Italia il film ha preso il titolo Nell'occhio della volpe. Il regista Antonio Drove ha dichiarato che le versioni del film distribuite all'estero non corrispondono affatto al suo film, sostenendo che "hanno tagliato intere scene, cambiato i dialoghi, aggiunto scene ed il finale è differente. Questo non è il film che ho girato".

## Riconoscimenti
- 1980 - Premio Sant Jordi al miglior film spagnolo